# روبرت وايلدر (روائي)
روبرت وايلدر (بالإنجليزية: Robert Wilder)‏ (25 يناير 1901، ريتشموند في الولايات المتحدة - 22 أغسطس 1974، سان دييغو في الولايات المتحدة)؛ كاتِب، سيناريست، صحفي وروائي أمريكي. درس في جامعة كولومبيا.

## روابط خارجية
- روبرت وايلدر على موقع IMDb (الإنجليزية)
- روبرت وايلدر على موقع قاعدة بيانات برودواي على الإنترنت (الإنجليزية)
- روبرت وايلدر على موقع قاعدة بيانات الفيلم (الإنجليزية)